# Indotyphlops
Indotyphlops es un género de serpientes ciegas perteneciente a la familia Typhlopidae. Se distribuyen por la región indomalaya y la Wallacea.

## Especies
Se reconocen las 25 especies siguientes según The Reptile Database:
- Indotyphlops ahsanai (Khan, 1999).
- Indotyphlops albiceps (Boulenger, 1898).
- Indotyphlops braminus (Daudin, 1803).
- Indotyphlops combank Wickramasinghe, Vidanapathirana, De Silva, Tennakoon, Samarakoon & Wickramasinghe, 2023.[2]
- Indotyphlops exiguus (Jan, 1864).
- Indotyphlops filiformis (Duméril & Bibron, 1844).
- Indotyphlops fletcheri (Wall, 1919).
- Indotyphlops jerdoni (Boulenger, 1890).
- Indotyphlops khoratensis (Taylor, 1962).
- Indotyphlops laca O'Shea, Wallach, Hsiao & Kaiser, 2023.[3]
- Indotyphlops lankaensis (Taylor, 1947).
- Indotyphlops lazelli (Wallach & Pauwels, 2004).
- Indotyphlops leucomelas (Boulenger, 1890).
- Indotyphlops loveridgei (Constable, 1949).
- Indotyphlops madgemintonae (Khan, 1999).
- Indotyphlops malcolmi (Taylor, 1947).
- Indotyphlops meszoelyi (Wallach, 1999).
- Indotyphlops ozakiae (Wallach, 2001).
- Indotyphlops pammeces (Günther, 1864).
- Indotyphlops porrectus (Stoliczka, 1871).
- Indotyphlops schmutzi (Auffenberg, 1980).
- Indotyphlops tenebrarum (Taylor, 1947).
- Indotyphlops tenuicollis (Peters, 1864).
- Indotyphlops veddae (Taylor, 1947).
- Indotyphlops violaceus (Taylor, 1947).